# Aeroportul Internațional Kruger Mpumalanga
Aeroportul Internațional Kruger Mpumalanga (IATA: MQP, ICAO: FAKN) este un aeroport din Provincia Mpumalanga, Africa de Sud ce deservește zona Nelspruit. A fost deschis în octombrie 2002.
Situat la o altitudine de 864 m, aeroportul dispune de o singură pistă.